# ラットパック＝デューン・エンターテインメント
ラットパック＝デューン・エンターテインメント（RatPac-Dune Entertainment）はアメリカ合衆国の映画製作会社である。20世紀フォックスやワーナー・ブラザースと共同で映画を製作している。

## 作品

### 20世紀フォックスとの共同制作分
デューン・エンターテインメントもしくはラットパック=デューン・エンターテインメントとして明記
- ヒルズ・ハブ・アイズ The Hills Have Eyes（2006年）
- ザ・センチネル/陰謀の星条旗 The Sentinel（2006年）
- X-MEN:ファイナル ディシジョン X-Men: The Last Stand（2006年）
- ガーフィールド2 Garfield: A Tail of Two Kitties（2006年）
- プラダを着た悪魔 The Devil Wears Prada（2006年）
- モテる男のコロし方 John Tucker Must Die（2006年）
- ボラット 栄光ナル国家カザフスタンのためのアメリカ文化学習 Borat: Cultural Learnings of America for Make Benefit Glorious of Kazakhstan（2006年）
- エラゴン 遺志を継ぐ者 Eragon（2006年）
- レジェンド・オブ・ウォーリアー 反逆の勇者 Pathfinder（2007年）
- ヒルズ・ハブ・アイズ2 The Hills Have Eyes II（2007年）
- 狼の死刑宣告 Death Sentence（2007年）
- ダイ・ハード4.0 Live Free or Die Hard（2007年）
- ファンタスティック・フォー:銀河の危機 Fantastic Four: Rise of the Silver Surfer（2007年）
- ダージリン急行 The Darjeeling Limited（2007年）
- ヒットマン Hitman（2007年）
- アルビン/歌うシマリス3兄弟 Alvin and the Chipmunks（2007年）
- AVP2 エイリアンズVS.プレデター Aliens vs. Predator: Requiem（2007年）
- セックス・クラブ Choke（2008年）
- 幸せになるための27のドレス 27 Dresses（2008年）
- ジャンパー Jumper（2008年）
- フェイク シティ ある男のルール Street Kings（2008年）
- ベガスの恋に勝つルール What Happens in Vegas（2008年）
- デイブは宇宙船 Meet Dave（2008年）
- ハプニング The Happening（2008年）
- Xファイル: 真実を求めて The X-Files: I Want to Believe（2008年）
- リリィ、はちみつ色の秘密 The Secret Life of Bees（2008年）
- マックスペイン Max Payne（2008年）
- オーストラリア Australia（2008年）
- 地球が静止する日 The Day the Earth Stood Still（2008年）
- マーリー 世界一おバカな犬が教えてくれたこと Marley & Me（2008年）
- ブライダル・ウォーズ Bride Wars（2009年）
- DRAGONBALL EVOLUTION Dragonball: Evolution（2009年）
- ウルヴァリン:X-MEN ZERO X-Men Origins: Wolverine（2009年）
- ナイト ミュージアム2 Night at the Museum: Battle of the Smithsonian（2009年）
- 屋根裏のエイリアン Aliens in the Attic（2009年）
- 恋する履歴書 Post Grad（2009年）
- 愛しのベス・クーパー I Love You, Beth Cooper（2009年）
- ジェニファーズ・ボディ Jennifer's Body（2009年）
- アバター Avatar（2009年）
- アルビン2 シマリス3兄弟 vs. 3姉妹 Alvin and the Chipmunks: The Squeakquel（2009年）
- 妖精ファイター Tooth Fairy（2010年）
- パーシー・ジャクソンとオリンポスの神々 Percy Jackson & the Olympians: The Lightning Thief（2010年）
- マイファミリー・ウェディング Our Family Wedding（2010年）
- グレッグのダメ日記 Diary of a Wimpy Kid（2010年）
- デート & ナイト Date Night（2010年）
- 恋のスラムダンク Just Wright（2010年）
- サーフィン ドッグ Marmaduke（2010年）
- 特攻野郎Aチーム THE MOVIE The A-Team（2010年）
- ナイト&デイ Knight and Day（2010年）
- ラモーナのおきて Ramona and Beezus（2010年）
- プレデターズ Predators（2010年）
- ウォール・ストリート Wall Street: Money Never Sleeps（2010年）
- ラブ & ドラッグ Love and Other Drugs（2010年）
- マチェーテ Machete（2010年）
- 127時間 127 Hours（2010年）
- ブラック・スワン Black Swan（2010年）
- ナルニア国物語/第3章: アスラン王と魔法の島 The Chronicles of Narnia: The Voyage of the Dawn Treader（2010年）
- ガリバー旅行記 (2010年の映画) 'Gulliver's Travels（2010年）
- グレッグのおきて Diary of a Wimpy Kid: Rodrick Rules（2011年）
- 恋人たちのパレード Water for Elephants（2011年）
- 空飛ぶペンギン Mr. Popper's Penguins（2011年）
- 恋するモンテカルロ Monte Carlo（2011年）
- X-MEN:ファースト・ジェネレーション X-Men: First Class（2011年）
- 猿の惑星: 創世記 Rise of the Planet of the Apes（2011年）
- ビッグ・ボーイズ しあわせの鳥を探して The Big Year（2011年）
- アルビン3 シマリスたちの大冒険 Alvin and the Chipmunks: Chipwrecked（2011年）
- 幸せへのキセキ We Bought a Zoo（2011年）
- クロニクル Chronicle（2012年）
- Black & White/ブラック & ホワイト This Means War（2012年）
- 新・三バカ大将 ザ・ムービー The Three Stooges（2012年）
- プロメテウス Prometheus（2012年）
- レヴェナント: 蘇えりし者 The Revenant（2016年）

### ワーナー・ブラザースとの共同制作分
ラットパック=デューン・エンターテインメントもしくはラットパック・エンターテインメントとして明記
- リベンジ・マッチ Grudge Match（2013年）
- LEGO ムービー The Lego Movie（2014年）
- GODZILLA ゴジラ Godzilla（2014年）
- アメリカン・スナイパー American Sniper（2014年）
- インヒアレント・ヴァイス Inherent Vice（2014年）
- ジュピター Jupiter Ascending（2015年）
- フォーカス Focus（2015）
- ラン・オールナイト Run All Night（2015年）
- マッドマックス 怒りのデス・ロード Mad Max: Fury Road（2015年）
- マイ・インターン The Intern（2015年）
- PAN 〜ネバーランド、夢のはじまり〜 Pan（2015年）
- コードネーム U.N.C.L.E. The Man From U.N.C.L.E.（2015年）
- バットマン vs スーパーマン ジャスティスの誕生 Batman v Superman: Dawn of Justice（2016年）
- ライト/オフ Lights Out（2016年）
- 死霊館 エンフィールド事件 The Conjuring 2（2016年）
- スーサイド・スクワッド Suicide Squad（2016年）
- ハドソン川の奇跡 Sully（2016年）
- ザ・コンサルタント The Accountant（2016年）
- 夜に生きる Live by Night（2016年）
- レゴバットマン ザ・ムービー The Lego Batman Movie（2017年）
- ワンダーウーマン Wonder Woman（2017年）
- ダンケルク Dunkirk（2017年）
- IT/イット “それ”が見えたら、終わり。 IT（IT:chapter one）（2017年）

ワーナー・ブラザースとの共同制作。アクセス・エンターテインメントとして明記
- ジャスティス・リーグ Justice League（2017年）
- 15時17分、パリ行き The 15:17 to Paris（2018年）
- ゲーム・ナイト Game Night（2018年）
- レディ・プレイヤー1 Ready Player One（2018年）
- ランペイジ 巨獣大乱闘 Rampage（2018年）※ノンクレジット
- ジャスティス・リーグ:ザック・スナイダーカット Zack Snyder's Justice League（2021年）